# Latridae
Latridae är en familj av fiskar. Latridae ingår i ordningen abborrartade fiskar (Perciformes). Enligt Catalogue of Life omfattar familjen Latridae 5 arter.
Arterna förekommer i södra Stilla havet och södra Atlanten bland annat kring Australien, Nya Zeeland och Chile. Det vetenskapliga namnet är bildad av det grekiska ordet latris, -ios (slav, betjänt).
Släkten enligt Catalogue of Life:
- Latridopsis
- Latris
- Mendosoma